# Josephine de Reszke
Józefina Reszke (Varsovia, 4 de junio de 1855 - Varsovia, 22 de febrero de 1891), conocida artísticamente como Josephine de Reszke, fue una soprano polaca. Fue la hermana del tenor Jean de Reszke y del barítono Edouard de Reszke, ambos famosos cantantes del último tercio del siglo XIX.
Comenzó sus estudios de canto en Varsovia con su madre, continuando en San Petersburgo con Henriette Nissen-Saloman. Debutó en Venecia, con Il Guarany en 1874. A continuación es contratada en la Grand Opéra de Paris, debutando en junio de 1875 con la Ofelia de Hamlet, en compañía de su hermano Jean. Permaneció en París durante varios años, en los que se hizo conocida por sus interpretaciones del repertorio francés e italiano. Participó en el estreno, en 1877 en el Palais Garnier de Le roi de Lahore, de Massenet, en el papel protagonista de Sitâ.

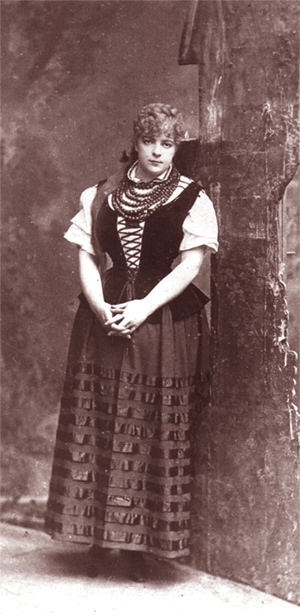
Josephine de Reszke

En 1879 se presenta en el Teatro Real de Madrid  (Les Huguenots, L'Africaine y Robert le diable) y en La Scala de Milán (Aida y Faust), en 1881 en el Covent Garden de Londres y en 1883 canta en su ciudad natal (L'Africaine y La Juive).
En 1884 participa en París, junto con sus dos hermanos, en el estreno en Francia de la Hérodiade de Massenet. Ese mismo año, en lo más alto de su carrera, contrae matrimonio con el banquero polaco Barón Leopold Julian Kronenberg, y se retira de los escenarios. Desde entonces solo aparecerá puntualmente en algunos conciertos benéficos. Murió en Varsovia, tras dar a luz a su segundo hijo.